# Merléac
Merléac é uma comuna francesa na região administrativa da Bretanha, no departamento Côtes-d'Armor. Estende-se por uma área de 29,76 km². Em 2010 a comuna tinha 448 habitantes (densidade: 15,1 hab./km²).